# 渡邉藤男
渡邉 藤男（わたなべ ふじお、1966年5月7日 - 2024年4月28日）は、栃木県出身の競輪選手。現役時代は日本競輪選手会栃木支部所属。日本競輪学校（当時。以下、競輪学校）第57期生。兄の渡邉伸二（49期）も元競輪選手。

## 経歴
進学校の高校に通っていた頃には自転車をやっていたが、進路を考える時期になると日本体育大学に進学か、料理を好んでいたためその道もと迷っていたが、兄の伸二が競輪選手だったことや、大学で勉強をやりたくないとの考えから競輪学校を受験、合格した。1986年5月1日、岸和田競輪場でデビュー。1996年1月4日に大垣競輪場でS級初優勝。日本選手権競輪、オールスター競輪、寛仁親王牌、競輪祭などのビッグレースにも出場経験がある。1995年前期から2009年後期までは常時S級に格付けされ、2010年前期にA級へ定期降級、以降は年齢を重ねたことによりS級とA級を行ったり来たりしていた。
2024年4月12日午前10時55分頃、栃木県宇都宮市田野町のトレーニング施設「リラクゼーションサロンVent」の低圧室を利用中、従業員の53歳女性が体調不良を訴えたため渡邉が119番通報したが、その後に渡邉が意識を失い、低圧室内で2人とも意識不明で倒れているところを駆け付けた消防隊員が発見、女性は心臓マッサージを受けて意識を取り戻したが、渡邉は重体で市内の病院に救急搬送、同月28日午後11時頃に低酸素脳症で死亡、57歳没。
事故のあった施設の運営者は競輪選手で渡邉とは練習仲間であり事故当時、現場にいた女性は運営者の妻。渡邉は常連客でそれまで200回以上、施設を利用していた。福田滉の話として渡邉はかなり練習を頑張る人だったという。
2024年4月9日の宇都宮FII（ミッドナイト）最終日第3レース7着がラストレースとなった。5月2日、選手登録消除。通算3179戦258勝、優勝10回。
目立つタイプというわけではなく2番手を主張したり競ったりはせずに、3番手や中団を回って直線勝負したり差し脚が切れるタイプで、武器はゴール前の伸び。岩井範一は車券戦術上では大切な存在で渡邉はラインをきちんと守り、自らの役割をわかっており位置のないときは2着か3着で必ず車券を買う選手だったとしている。
温厚な性格だった。子供は女１人男１人。